# وصله پوستی
وصله پوستی یا پچ پوستی (به انگلیسی: Dermal patch یا Skin patch) یک چسب دارویی است که روی پوست قرار می‌گیرد تا دارویی را به پوست برساند. این با چسب ترنس درمال متفاوت است که دارو را از طریق پوست وارد جریان خون می‌کند.

## موارد استفاده عمومی
- وصله فلکتور (دیکلوفناک اپولامین) یک پچ ضدالتهاب غیراستروئیدی برای درمان درد حاد ناشی از فشارهای جزئی، پیچ خوردگی و کوفتگی است. همچنین در درمان درد و التهاب از جمله فیبرومیالژیا و التهاب مفصل استفاده می‌شود.
- وصله‌های لیدوکائین، که به عنوان لیدودرم در بازار عرضه می‌شود، که درد محیطی زونا را تسکین می‌دهد.